# 클론 전쟁
클론 전쟁(Clone Wars) 은 《에피소드 II: 클론의 습격》과 《에피소드 III: 시스의 복수》 사이인 22-19 BBY (야빈 전투 22-19년 전) 에 일어난 분리주의 연합과 은하 공화국 사이의 은하계 전쟁이다.

## 상세
전쟁으로 제다이 기사단과 은하 공화국이 몰락하고 시스가 통치하는 은하 제국이 설립되었다.